# Gillian Gilks
Gillian Gilks (20 giugno 1950) è un'ex giocatrice di badminton britannica.
È la giocatrice di badminton più prolifica nei Campionati europei di badminton.

## Palmarès
- Europei

Vienna 1974: oro nel doppio misto, nel doppio femminile e in singolo.
Dublino 1976: oro nel doppio misto e in singolo.
Böblingen 1982: oro nel doppio misto e nel doppio femminile.
Preston 1984: oro nel doppio misto.
Uppsala 1986: oro nel doppio misto.